# ПІлгер (Небраска)
ПІлгер (англ. Pilger) — селище (англ. village) в США, в окрузі Стентон штату Небраска. Населення — 240 осіб (2020).

## Географія
ПІлгер розташований за координатами 42°0′27″ пн. ш. 97°3′18″ зх. д. / 42.00750° пн. ш. 97.05500° зх. д. (42.007495, -97.054876).  За даними Бюро перепису населення США в 2010 році селище мало площу 0,76 км², уся площа — суходіл.

### Клімат
| Клімат : ПІлгер       | Клімат : ПІлгер | Клімат : ПІлгер | Клімат : ПІлгер | Клімат : ПІлгер | Клімат : ПІлгер | Клімат : ПІлгер | Клімат : ПІлгер | Клімат : ПІлгер | Клімат : ПІлгер | Клімат : ПІлгер | Клімат : ПІлгер | Клімат : ПІлгер | Клімат : ПІлгер |
| Показник              | Січ.            | Лют.            | Бер.            | Квіт.           | Трав.           | Черв.           | Лип.            | Серп.           | Вер.            | Жовт.           | Лист.           | Груд.           | Рік             |
| Середній максимум, °C | 0,0             | 2,2             | 8,9             | 17,2            | 22,8            | 27,8            | 31,1            | 30,0            | 25,0            | 18,9            | 9,4             | 1,7             | 16,1            |
| Середній мінімум, °C  | −12,2           | −10             | −3,9            | 2,8             | 8,9             | 14,4            | 17,2            | 16,1            | 10,6            | 3,9             | −3,9            | −9,4            | 2,8             |
| Норма опадів, мм      | 15              | 20              | 41              | 64              | 97              | 112             | 89              | 76              | 66              | 41              | 28              | 20              | 671             |
| --------------------- | --------------- | --------------- | --------------- | --------------- | --------------- | --------------- | --------------- | --------------- | --------------- | --------------- | --------------- | --------------- | --------------- |
| Джерело: Weatherbase  |                 |                 |                 |                 |                 |                 |                 |                 |                 |                 |                 |                 |                 |

## Демографія
Згідно з переписом 2010 року, у селищі мешкали 352 особи в 159 домогосподарствах у складі 97 родин. Густота населення становила 461 особа/км².  Було 186 помешкань (243/км²).
Расовий склад населення:
| - 95,5 % — білих - 0,6 % — корінних американців - 1,7 % — осіб інших рас |

До двох чи більше рас належало 2,3 %. Частка іспаномовних становила 4,3 % від усіх жителів.
За віковим діапазоном населення розподілялося таким чином: 23,9 % — особи молодші 18 років, 53,9 % — особи у віці 18—64 років, 22,2 % — особи у віці 65 років та старші. Медіана віку мешканця становила 43,3 року. На 100 осіб жіночої статі у селищі припадало 98,9 чоловіків;  на 100 жінок у віці від 18 років та старших — 95,6 чоловіків також старших 18 років.
Середній дохід на одне домашнє господарство  становив 45 022 долари США (медіана — 36 250), а середній дохід на одну сім'ю — 62 167 доларів (медіана — 60 313). За межею бідності перебувало 16,3 % осіб, у тому числі 10,0 % дітей у віці до 18 років та 37,8 % осіб у віці 65 років та старших.
Цивільне працевлаштоване населення становило 136 осіб. Основні галузі зайнятості: освіта, охорона здоров'я та соціальна допомога — 21,3 %, сільське господарство, лісництво, риболовля — 15,4 %, науковці, спеціалісти, менеджери — 14,0 %.